# Церковь Живоначальной Троицы (Казань)
Церковь Живоначальной Троицы — храм Казанской епархии Татарстанской митрополии Русской православной церкви.

## Территориальное расположение
Церковь Живоначальной Троицы находится в Приволжском районе Казани, в центральной части посёлка Отары по адресу: ул. Калинина, 38.

## Архитектура
Здание церкви представляет собой одноэтажное кирпичное строение с цокольным этажом, построенное в стиле эклектики. Основной его объём занимает приземистый восьмерик на четверике под скатной крышей, увенчанный главкой. К нему пристроена трапезная, над которой возведена восьмигранная в сечении трёхъярусная колокольня, также увенчанная главкой. Тыльную часть фасада завершает пятигранная в сечении апсида. Здание имеет три входа — главный с лицевой стороны и два боковых.

## История
Приход церкви Святой Троицы г. Казани зарегистрирован 23 октября 2001 года .
Первое здание церкви построено в 2002 году под руководством настоятеля отца Антония. Это был деревянный сруб на каменном фундаменте. Поскольку здание церкви было возведено с нарушением строительных технологий (ошибки при кладке фундамента), оно не использовалось по прямому назначению. Служба все эти годы проходила в частном доме, предоставленном одной из жительниц посёлка.
В 2006 году началось возведение новой кирпичной церкви, строительство которой в основном завершилось в 2009 году. В течение последующих нескольких лет велись работы по её внутреннему оформлению и благоустройству прилегающей территории. Строительство велось двумя компаниями на благотворительной основе — ООО «ЦентроРемСтрой» и ООО «КазаньСтройИндустрия».
6 сентября 2009 года архиепископ Казанский и Татарстанский Анастасий совершил чин великого освящения храма и первую литургию в нём.
Настоятелем храма Живоначальной Троицы является иерей Андрей Колчков.
В ограде храма находится часовня, построенная примерно в 2015—2017 годах.